# Aníbal Ruiz
Aníbal Ruiz (30. prosince 1942, Salto, Uruguay – 10. března 2017, Veracruz, Mexiko) byl uruguayský fotbalista a trenér. V letech 2002–2006 vedl paraguayskou reprezentaci, s níž se představil i na Mistrovství světa 2006 v Německu.